# هانی‌ول
هانی‌ول اینترنشنال (به انگلیسی: Honeywell International) شرکت خوشه‌ای چندملیتی آمریکایی است، که طراحی، توسعهٔ فناوری و تولید انواع مختلفی از محصولات تجاری و مصرفی و خدمات فنی و مهندسی را  برای دامنه گسترده‌ای از مشتریان، از مصرف‌کنندگان خصوصی، شرکت‌های بزرگ و دولت‌ها انجام می‌دهد. این شرکت در زمینه چهار حوزه کسب‌وکار فعالیت می‌کند: هوافضا، اتوماسیون ساختمان، مواد و فناوری‌های عملکردی و راه‌حل‌های ایمنی و بهره‌وری.
هانی‌ول در سال ۱۹۰۶ توسط مارک هانی‌ول تأسیس شد. این شرکت جزئی از فهرست فورچون ۵۰۰ است و شمار کارکنان آن، در حدود ۱۳۰٫۰۰۰ نفر می‌باشد، که در حدود ۵۸،۰۰۰ نفر از آن‌ها در ایالات متحده اشتغال دارند.
دفتر مرکزی این شرکت، در شارلوت واقع در ایالت کارولینای شمالی قرار دارد و مدیرعامل کنونی آن، دیوید کوت می‌باشد. شرکت هانی‌ول از تاریخ ۷ دسامبر ۱۹۲۵ تا ۹ فوریه ۲۰۰۸ بخشی از میانگین صنعتی داو جونز به‌شمار می‌آمد.